# Ernst Bergmann (filosof)
 Der er flere personer med dette navn, se Ernst Bergmann.
Ernst Bergmann (født 7. august 1881 i Colditz i Sachsen i Tyskland, død 16. april 1945 i Naumburg) var en tysk filosof og forkæmper for nationalsocialismen.
Han studerede filosofi og tysk filologi ved universitetet i Leipzig og tog en doktorgrad i 1905. Herefter fortsatte han sine studier i Berlin, men vendte senere tilbage til Leipzig, hvor han blev privatdocent ved universitetet i 1911, og professor i 1916.
Han udviklede en religiøs filosofi med mytiske aspekter og sluttede sig senere til nationalsocialismens tankegods og blev en af nazismens mest fremtrædende akademiske forkæmpere. 
Hans arbejder Die deutsche Nationalkirche og Die natürliche Geistlehre blev sat på Vatikanets liste over forbudte bøger (Index Librorum Prohibitorum) i henholdsvis 1934 og 1937.
I værket Die 25 Thesen der Deutschreligion anså han at Det gamle testamente og dele af Det nye testamente ikke var passende for Tyskland. Han hævdede at Jesus ikke var jøde, men snarere af nordisk oprindelse. Han foreslog Adolf Hitler som den nye Messias, og anså hagekorset som et egnet symbol til erstatning for det kristne kors.
Han begik selvmord i 1945 efter at de allierede havde indtaget Leipzig.